# Buddinni, Sindhnur
Buddinni là một làng thuộc tehsil Sindhnur, huyện Raichur, bang Karnataka, Ấn Độ.